# Vævsteknologi
Vævsteknologi er en relativ ny gren indenfor biomedicinsk ingeniørkunst, berømt defineret i tidsskriftet Science som "Tissue Engineering. 
Vævsteknologi udspringer af det brede område "biomaterialer", som håndterer syntetisk og naturligt forekomne materialer til indsættelse i den menneskelige krop. Vævsteknologi benytter biokompatible og ofte bionedbrydelige polymermaterialer som midlertidige vævsskabeloner, scaffolds. Ved at designe passende geometri og tomografi kan materialet erstatte traditionel vævsmatrix og huse den ønskede cellepopulation. Målet er typisk at polymeren nedbrydes i takt med cellerne bygger en ny, rask matrix op omkring sig. På den måde kan bl.a. sygt hjerne-, hjerte-, lever-, muskel-, knogle-, brusk- og bindevæv i fremtiden erstattes af rask væv. Helt afhængig af lokaliteten i kroppen stilles vidt forskellige krav til et succesfuldt biomaterialedesign. Biokemi, cellebiologi, mekanik og materialelære blandes i dette stærkt interdisciplinære fagområde, som for alvor er ved at tage springet fra grundforskning til klinikken.
I Danmark har bl.a. Coloplast Incubation fostret Aseed, som er et kommercielt produkt til genskabelsen af rask ledbrusk i slidgigtpatienter.